# Pristiophorus
Genre
Pristiophorus est le genre principal de la famille des requins-scie (Pristiophoriformes).
Ces requins ne doivent pas être confondus avec les « poissons-scies », qui sont des raies de la famille des Pristidae. Les poissons-scies sont plus grands (6 à 7 mètres), ont des fentes branchiales ventrales et un rostre dépourvu de barbillons.

## Liste d'espèces
Selon World Register of Marine Species (11 mars 2016) et FishBase (11 mars 2016) :
- Pristiophorus cirratus Latham, 1794 (Requin-scie à long nez)
- Pristiophorus delicatus Yearsley, Last & W. T. White, 2008
- Pristiophorus japonicus Günther, 1870 (Requin-scie du Japon)
- Pristiophorus lanae Ebert & Wilms, 2013
- Pristiophorus nancyae Ebert & Cailliet, 2011
- Pristiophorus nudipinnis Günther, 1870 (Requin-scie à nez court)
- Pristiophorus schroederi S. Springer & Bullis, 1960 (Requin-scie d'Amérique)

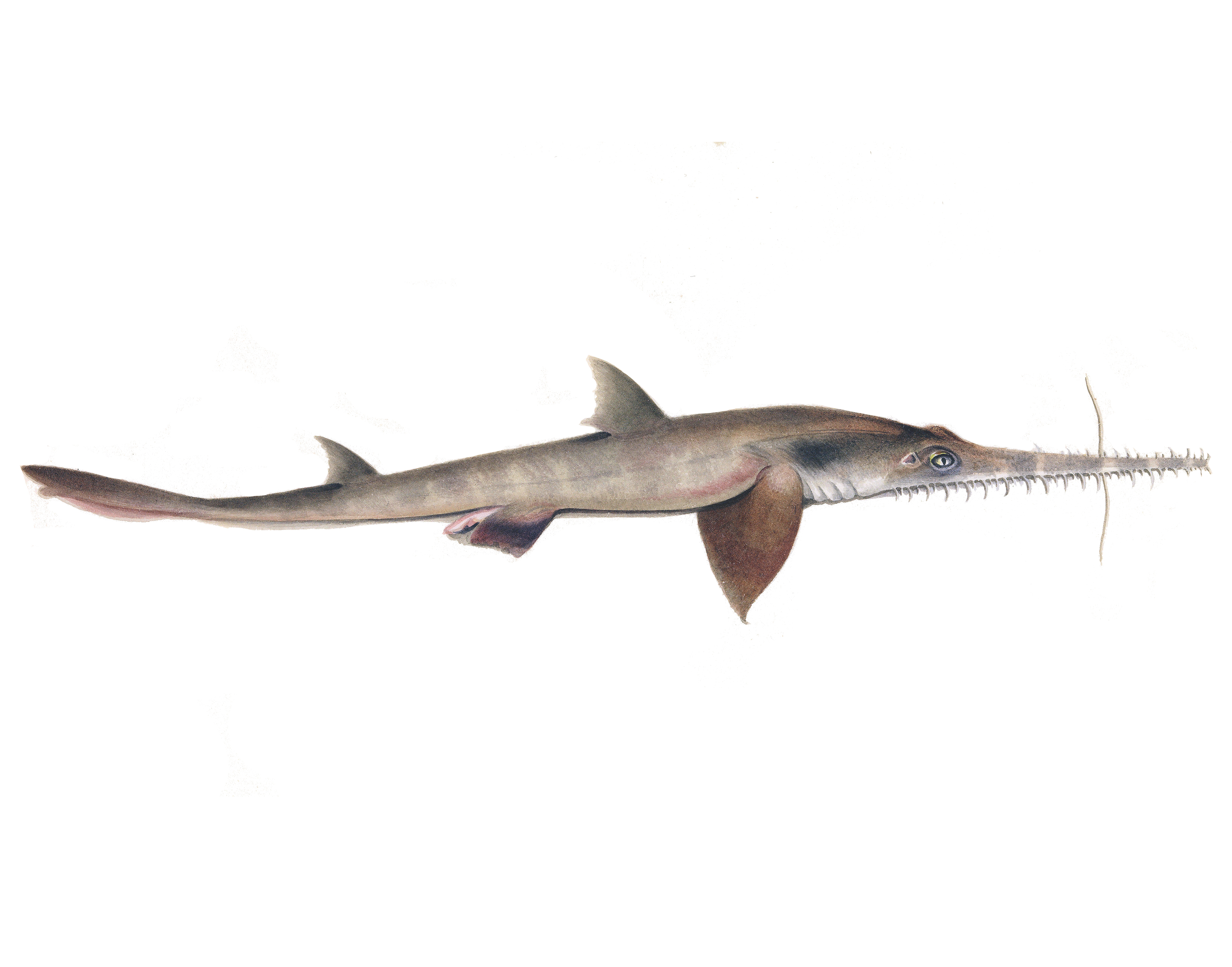
Pristiophorus cirratus
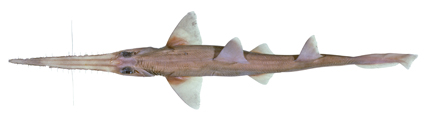
Pristiophorus delicatus
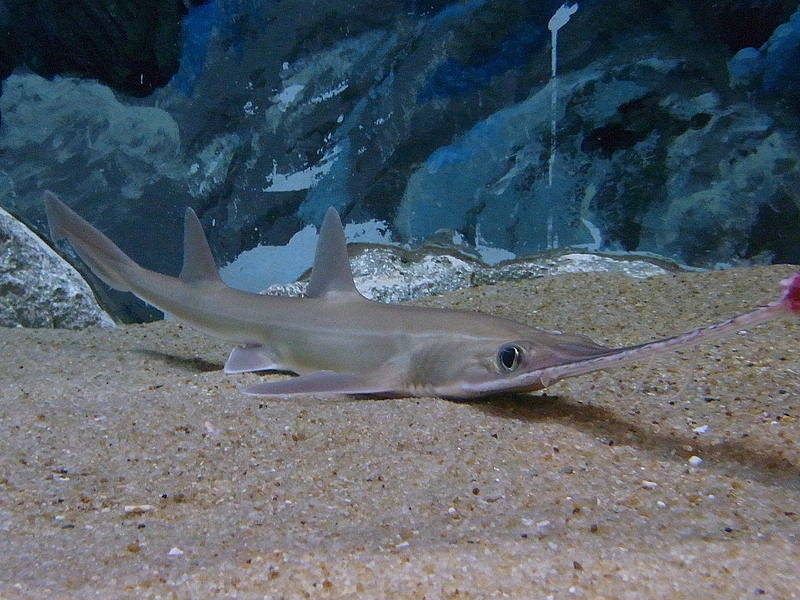
Pristiophorus japonicus
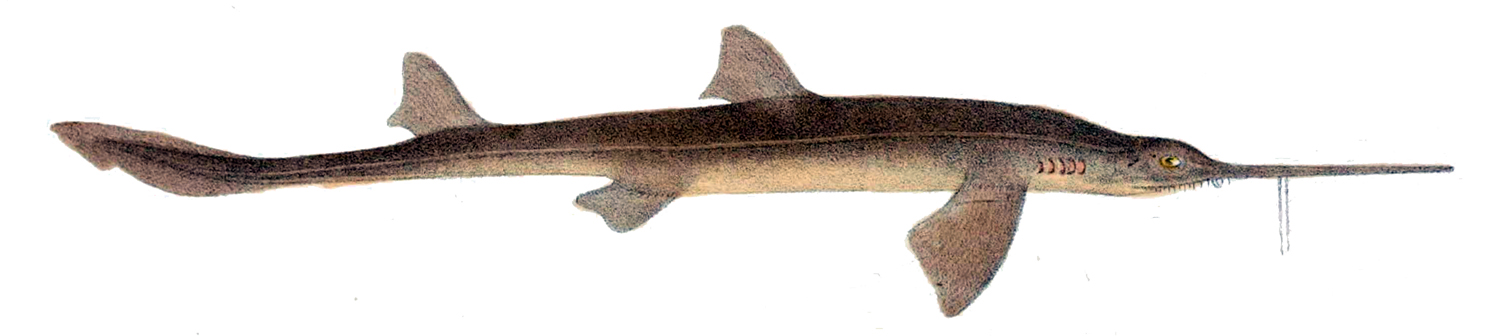
Pristiophorus nudipinnis